# بئاتریس مونتانیس
بئاتریس مونتانیس (اسپانیایی: Beatriz Montañez‎؛ زادهٔ ۳ ژوئن ۱۹۷۷) روزنامه‌نگار، بازیگر و مجری تلویزیون اهل اسپانیا است. مونتانیس در بازگشت به اسپانیا، در رشته ارتباطات و تولید سمعی و بصری در موسسه RTVE تحصیل کرد و مدرک کارشناسی ارشد آنلاین خود را از دانشگاه هاروارد دریافت کرد.
از فیلم‌های او می‌توان به ۸۸ به کارگردانی جوردی مویا اشاره کرد.